# Yeri Mua
Yeri Cruz Varela (Veracruz, 17 de diciembre de 2001), conocida artísticamente como Yeri Mua, es una celebridad de Internet, youtuber, cantante y empresaria mexicana. Se hizo popular en 2018 por sus transmisiones en vivo y videos sobre maquillaje y cosméticos en Instagram, Facebook y YouTube. En 2023, emprendió una carrera como cantante de reguetón, destacándose por sencillos como «Chupón» y «Línea del perreo».

## Biografía
Nacida el 17 de diciembre de 2001 en Veracruz, México, Cruz Varela tiene un hermano llamado Joshua. Sus padres son Silvio, más conocido como Papá Bratz, y Yahel, más conocida como Mamá Bratz, quienes también se dedican al streaming en Facebook.
Yeri Mua dio sus primeros pasos en el mundo de las redes sociales a los dieciséis años, cuando abrió su cuenta en Instagram.

## Carrera
Comenzó su incursión en el mundo del streaming en la plataforma Facebook, donde inicialmente compartía su rutina de maquillaje y tutoriales de belleza. Con el tiempo, sus transmisiones se volvieron virales, convirtiéndola en la streamer hispanohablante más reconocida de Facebook en la actualidad. Posteriormente, amplió su presencia en las redes sociales al unirse a TikTok, donde participó en tendencias de baile y compartió contenido de GRWM (Get Ready With Me).
En 2022, la influencer participó en el Carnaval de Veracruz junto a su entonces pareja, Brian Villegas. Juntos fueron elegidos como reyes del Carnaval, recibiendo más de dos millones de votos. Además, en ese mismo año, fue la conductora de la Pink Carpet en los Premios MTV Miaw 2022. Luego, en 2023, la influencer asumió el rol de presentadora en el programa La venganza de los ex VIP de MTV.
En mayo de 2023, lanzó su propia línea de cosméticos en colaboración con Beauty Creations, convirtiéndose así en la primera influencer mexicana en colaborar con esta marca. Su línea estuvo disponible en tiendas de renombre como Sephora, marcando un hito en su carrera como empresaria en la industria de la belleza.
En agosto de 2023, dio inicio a su carrera musical con el lanzamiento de su primer sencillo, «Chupón», alcanzando más de noventa y cinco millones de reproducciones en YouTube. Posteriormente, en octubre del mismo año, lanzó su segundo sencillo, «Con to'». En noviembre de 2023, debutó como cantante en el Flow Fest, un evento patrocinado por Coca-Cola, ante una audiencia de más de treinta mil espectadores. Este logro la convirtió en la primera influencer y cantante mexicana en presentarse en el evento Flow Fest.
En junio de 2024, Yeri Mua firmó un contrato con Sony Music México para la grabación de su primer álbum. Más tarde, participó en el programa mexicano ¿Quién es la máscara?, interpretando al personaje de Tutupotama. Alcanzó la semifinal del programa antes de ser eliminada.

## Discografía
Álbumes de estudio
- 2025: De chava

## Filmografía
| Año  | Programa                     | Rol          | Programación      | Ref.   |
| ---- | ---------------------------- | ------------ | ----------------- | ------ |
| 2022 | Pink Carpet de los MTV Miaw  | Presentadora | MTV Latinoamérica | [ 20 ] |
| 2023 | TikTok Awards                | Conductora   | TikTok / MTV      | [ 21 ] |
| 2023 | La venganza de los ex VIP    | Conductora   | MTV Latinoamérica | [ 22 ] |
| 2023 | De qué me hablas             | Conductora   | Las Estrellas     | [ 23 ] |
| 2023 | Venga la alegría             | Conductora   | Azteca Uno        | [ 24 ] |
| 2023 | Premios Heat Latin Music     | Presentadora | HTV               | [ 25 ] |
| 2023 | LOS40 Music Awards Santander | Presentadora | Mediaset Divinity | [ 26 ] |
| 2024 | ¿Quién es la máscara?        | Tutupotama   | Las Estrellas     | [ 19 ] |

## Premios y nominaciones
| Año  | Premio                   | Categoría                | Resultado | Trabajo nominado   | Ref.   |
| ---- | ------------------------ | ------------------------ | --------- | ------------------ | ------ |
| 2022 | Socialiteen Awards       | Influencer viral del año | Ganadora  | ella misma         | [ 27 ] |
| 2022 | Socialiteen Awards       | Revelación digital       | Nominada  | ella misma         | [ 28 ] |
| 2023 | Premios MTV MIAW         | Bomba viral              | Ganadora  | ella misma         | [ 29 ] |
| 2023 | Miawdio                  | Ganadora                 | [ 30 ]    | ella misma         |        |
| 2023 | Premios Heat Latin Music | Influencer del año       | Nominada  | ella misma         | [ 31 ] |
| 2023 | Socialiteen Awards       | Influencer del año       | Ganadora  | ella misma         | [ 33 ] |
| 2023 | Socialiteen Awards       | Hit Viral del año        | Nominada  | «Chupón»           | [ 33 ] |
| 2023 | Socialiteen Awards       | Influencer Viral del año | Ganadora  | ella misma         | [ 33 ] |
| 2023 | Socialiteen Awards       | Fandom del año           | Nominada  | Crymua             | [ 33 ] |
| 2023 | Eliot Awards             | Mejor Ship del año       | Ganadora  | Cry y Yeri         | [ 34 ] |
| 2024 | TikTok Awards            | Trend del año            | Nominada  | ella misma         | [ 34 ] |
| 2024 | TikTok Awards            | Nuevo artista del año    | Ganadora  | ella misma         | [ 34 ] |
| 2024 | Premios MTV MIAW         | Icono Miaw               | Ganadora  | ella misma         | [ 35 ] |
| 2024 | Premios MTV MIAW         | Reggaetonero del Año     | Ganadora  | ella misma         | [ 35 ] |
| 2024 | Premios MTV MIAW         | Bellakeo supremo         | Ganadora  | «Línea del perreo» | [ 35 ] |
| 2024 | Premios MTV MIAW         | Bomba viral              | Nominada  | ella misma         | [ 35 ] |
| 2024 | Premios MTV MIAW         | Miawdio del año          | Nominada  | ella misma         | [ 35 ] |
| 2024 | Premios MTV EMAs         | Mejor artista norte      | Ganadora  | ella misma         | [ 36 ] |
| 2025 | Tiktok Awards            | Artista del Año          | Ganadora  | ella misma         | [ 37 ] |